# Монарх-великодзьоб ренельський
Монарх-великодзьоб ренельський (Clytorhynchus hamlini) — вид горобцеподібних птахів родини монархових (Monarchidae). Ендемік Соломонових Островів. Вид названий на честь доктора Ганнібала Хемліна, учасника експедиції Вітні.

## Поширення і екологія
Ренельські монархи-великодзьоби є ендеміками острова Реннелл. Вони живуть у густому підліску вологих тропічних лісах.

## Збереження
МСОП класифікує стан збереження цього виду як близький до загрозливого. За оцінками дослідників, популяція ренельських монархів-великодзьобів становить приблизно 5600 птахів. Їм загрожує знищення природного середовища.